# Gunnar Larsen (journalist)

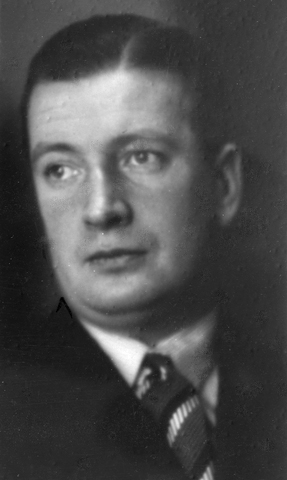
Gunnar Larsen.

Gunnar Larsen, född den 5 februari 1900 i Kristiania (nuvarande Oslo), död där den 5 november 1958, var en norsk författare och journalist.
Larsen avlade juris kandidatexamen 1923 och blev anställd som medarbetare i Dagbladet samma år. Han var redaktionssekreterare där 1930–1941, då han under den tyska ockupationen fick lämna tidningen. Han återkom 1945 och blev redaktör och chef för nyhetsavdelningen och slutligen chefredaktör för Dagbladet 1954.  
Larsen var en ansedd journalist med kåseriet som specialitet och var flitigt verksam som översättare. Han tog som författare intryck av modern amerikansk litteratur och främst av Ernest Hemingway. Som journalist och författare lyckades Larsen förnya det norska tidnings- och romanspråket, där han samlade många intryck från Hemingway. Hans privatliv var problematiskt och han dog för tidigt relaterat till alkoholism.

## Utmärkelser
Larsen tilldelades Gyldendals legat 1949.